# Ernst Constam

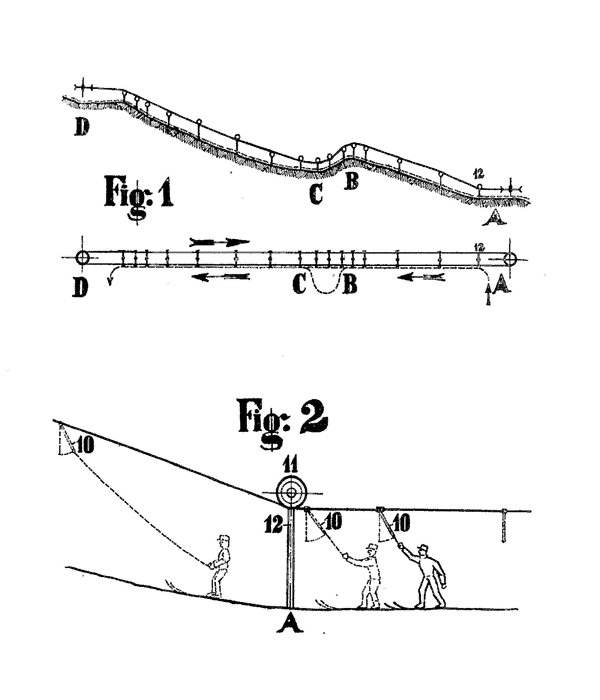
Patentzeichnung CH147025 von Ernst Constam

Ernst Gustav Constam (* 16. Dezember 1888 in Zürich Enge; † 6. September 1965 in Denver, ab 1908 heimatberechtigt in Zürich) war ein US-amerikanisch-schweizerischer Maschinenbauingenieur.

## Leben
Constam absolvierte von 1908 bis 1912 das Maschineningenieurstudium an der ETH Zürich. Er revidierte im Auftrag des Eidgenössischen Post- und Eisenbahndepartements die 1926 provisorisch erlassenen Vorschriften über Personenschwebebahnen, welche 1933 in Kraft gesetzt wurden. Aus dieser Revision erfolgte 1931 die Gründung des Verbandes der Schwebebahn-Interessenten. Er war 1933 Mitinhaber der Konzession für die Luftseilbahn Schwägalp–Säntis und war von 1933 bis 1938 in deren Verwaltungsrat. Constam war Pionier im Bereich der modernen mechanischen Steighilfen für Skifahrer und der Erfinder des Bügelskilifts sowie der Sesselbahn. Beide Erfindungen liess er patentieren. Den ersten Bügelskilift der Welt ließ er 1934 von Adolf Bleichert & Co. am Bolgen in Davos bauen. Er wurde am 23. Dezember 1934 in Betrieb genommen und am darauffolgenden Tag offiziell eröffnet.
Constam baute in der Schweiz und anderen europäischen Wintersportorten rund 30 Bügelskilifte. Im April 1940 übersiedelte er in die Vereinigten Staaten und gründete in Denver am östlichen Fuss der Rocky Mountains ein eigenes Unternehmen, wo er aus seinem Skilift die Sesselbahn (Einseil-Umlaufbahn) entwickelte. In den USA baute Constam mehr als 80 weitere Ski- und Sessellifte. Die erste Sesselbahn der Schweiz vom Trüebsee auf den Jochpass wurde 1944 durch sein Unternehmen erstellt.
Sein älterer Bruder war der Oberstkorpskommandant Herbert Constam. Seine Tochter Annemarie Hubacher-Constam war Architektin.